# 星型八面体
星型八面体（ほしがたはちめんたい、Stellated octahedron）またはステラ・オクタンギュラ（Stella octangula）とは、正八面体からできる唯一の星型多面体であり、2つの正四面体による複合多面体である。正複合多面体の一種でもある。
星型の胞を利用したアルファベット表記ではBである。ドイツの数学者、ヨハネス・ケプラーが発見した立体で、最初に発見された星型多面体と言われている。三次元のデルタの星（星型六角形、ダビデの星）ともいえる。これは、正八面体から作ったダ・ヴィンチの星と同じ外観をしている。
枠は立方体である。つまり、頂点を繋ぐことで立方体を作ることができ、したがってまた、立方体の頂点をつないで星型八面体を作図することができる。
全ての面が合同な正三角形だが、独立した立体でない（複合体である）ため、星型正多面体には含まない。